# Співвідношення карти і території
Співвідно́шення ка́рти і терито́рії — питання про співвідношення між символом і об'єктом. Це відношення описує зв'язок між об'єктом і репрезентацією цього об'єкта як зв'язок між територією і її мапою. Польсько-американський учений і філософ Альфред Коржибскі (Alfred Korzybski, 1931) зауважив, що «Карта не є територією», маючи на увазі, що абстракція, виведена з чого-небудь, або реакція на неї не є самою річчю. Коржибскі зазначав, що багато людей плутають карту з територією, тобто плутають моделі реальності з самою реальністю. Те, що карта — не територія, означає, що описання реальності не є самою реальністю.

## Карта— не територія
Вислів «карта не є територією» вперше опублікував Альфред Коржибскі в доповіді, яку він оприлюднив на зустрічі Американського математичного товариства (American Mathematical Society) в Новому Орлеані, Луїзіана, в 1931 році:
- Карта може мати структуру, схожу чи несхожу зі структурою території.
- Карта не є територія.

Вислів виступає в ролі передумови в загальній семантиці та в нейролінгвістичному програмуванні.
«Карта не є територія» — також основоположний принцип  нейролінгвістичного програмування, що використовується для позначення того, що насправді жодна людина в загальному не володіє доступом до абсолютного знання реальності, їй доступна лише сукупність переконань про реальність, набутих нею упродовж життя. Як вважається, важливо усвідомлювати, що переконання людей щодо реальності і їх знання явищ («карта») не є самою реальністю або всіма явищами, про які вони могли б знати («територія»). Засновники НЛП запозичили це спостереження з  загальної семантики Альфреда Коржибскі.
Бельгійський сюрреаліст Рене Магрітт проілюстрував концепцію «сприйняття завжди стоїть між реальністю і нами» в серії картин, включаючи відому роботу під назвою «Віроломство образів», на якій намальована люлька з підписом «Ceci n'est pas une pipe» («Це не люлька»).
Льюїс Керролл в «Сільві і Бруно» (1889) дає гумористичний опис вигаданої карти, у якій «масштаб миля до милі». Персонаж у творі описує деякі практичні труднощі у використанні подібної карти і робить висновок, що «тепер ми використовуємо саму країну як її власну мапу, і я запевняю вас, вона настільки ж добра».

## Поклики
- Форум про праці і особистість Альфреда Коржибського російською мовою [Архівовано 11 травня 2012 у Wayback Machine.]
- The Map and the Territory [Архівовано 14 квітня 2012 у Wayback Machine.](англ.)